# Magnesiotaaffeite-2N'2S
La magnesiotaaffeite-2N'2S è un minerale, composto da ossido di magnesio, alluminio e berillio.
Così chiamata dal conte Edward Charles Richard Taaffe (1898-1967) di Dublino, che ha scoperto il minerale nel 1945. 
La sigla 2N'2S indica che si alternano nel minerale 2 strati di spinello (S) e 2 di nolanite (N).

## Sinonimi
La magnesiotaaffeite-2N'2S è conosciuta anche come taaffeite, quest'ultima denominazione è stata abbandonata dall'IMA nel 2002.